# Kyūnijō-dōri
Le Kyūnijō-dōri (旧二条通, Kyūnijō-dōri) est une voie du centre-ouest de Kyoto, dans les arrondissements de Nakagyō et d'Ukyō. Orientée est-ouest, elle débute au Senbon-dōri (en) et termine au Sanjō-dōri (en). 

## Description

### Situation
Le Kyūnijō-dōri est une voie du centre-ouest de Kyoto, commençant dans l'arrondissement de Nakagyō pour finir dans celui d'Ukyō. Il suit le Shinnijō-dōri (新二条通) et le Kamioshikōji-dōri (上押小路通) et précède le Marutamachi-dōri (丸太町通), une des principales artères de la ville. La rue débute au Senbon-dōri, près de l'ancien sanctuaire Shusse Inari, et termine au Sanjō-dōri, à l'arrêt d'autobus municipal Uzumasa-Higashiguchi (太秦東口), dans le quartier Uzumasa (ja) (太秦) de Kyoto,. La rue est considérée comme une suite du Nijō-dōri (二条通) et du Takeyamachi-dōri (竹屋町通). La rue est très sinueuse et effectue plusieurs bifurcations au nord et au sud. Juste avant le Kadonoōji-dōri, la rue tourne à 90 degrés et continue en sens nord-sud jusqu'à une centaine de mètres plus loin, où elle finit par rejoindre le Kadonoōji-dōri en suivant son tracé pendant 100 mètres, pour finalement tourner à l'ouest et continuer de l'est vers l'ouest jusqu'à Sanjō.
La rue mesure 3 kilomètres. La circulation se fait dans les deux sens, mais à partir de Rokkenmachi, la circulation se fait seulement d'est en ouest, puisque la chaussée est trop étroite. Lorsque la rue est en sens nord-sud, la circulation se fait en sens unique du nord au sud jusqu'à Shinnijō, après quoi il n'y a aucune indication de circulation. Puisque la chaussée est encore trop étroite, le second véhicule doit laisser passer le premier, peu importe le sens par lequel il est rentré. C'est aussi le cas pour la portion en sens est-ouest de Kadonoōji à Sanjō, même si parfois la chaussée est assez large pour deux voies.   

### Voies rencontrées
De l'est vers l'ouest. Les voies rencontrées de la droite sont mentionnées par (d), tandis que celles rencontrées de la gauche, par (g). Seules les rues portant un nom sont listées.
1. Senbon-dōri (en) (千本通)
2. Yasuragi no Michi (やすらぎの道)
3. Rokkenmachi-dōri (六軒町通)
4. Shichihonmatsu-dōri (ja) (七本松通)
5. (g) Taihei-dōri (太平通)
6. Shimonomori-dōri (下ノ森通) [Aussi appelé Aiainozushi-dōri (相合図子通)]
7. Onmae-dōri (ja) (御前通)
8. Tenjin-dōri (天神通)
9. Nishidoi-dōri (西土居通)
10. Nishiōji-dōri (ja) (西大路通)
11. Sai-dōri (ja) (佐井通) [aussi appelé Kasuga-dōri (春日通)]
12. Sainishi-dōri (佐井西通)
13. Badai-dōri (馬代通)
14. Nishikōji-dōri (ja) (西小路通)
15. Kitsuji-dōri (木辻通)
16. Kawarazushi-dōri (河原図子通)
17. Shinnijō-dōri (新二条通) [aussi appelé Taishi-michi (太子道)]
18. Kadonoōji-dōri (ja) (葛野大路通)
19. Tenjingawa-dōri (天神川通)
20. Sanjō-dōri (en) (三条通)

- Sources : (ja) Université Ritsumeikan Asia Pacific (en), « 近代京都オーバーレイマップ », sur Art Research Center,‎ 2022 (consulté le 5 janvier 2023).

### Transports en commun
Les autobus de la ville n'y passent pas, mais on trouve l'arrêt Senbon-Kyūnijō (千本旧二条) du réseau d'autobus de Kyoto (ja) au début de la rue. L'arrêt était auparavant appelé Shusse Inari-jinja-mae (出世稲荷神社前, littéralement « devant le sanctuaire Shusse Inari »), puisque le sanctuaire était au coin de Senbon et Kyūnijō, mais a pris son nom actuel après la relocalisation du sanctuaire Shusse Inari-jinja (ja) dans l'arrondissement de Sakyō. 
Au coin avec Nishiōji se trouve l'arrêt Taishi-michi (太子道) du réseau municipal. 

## Odonymie
Le nom Taishi-michi anciennement utilisé fait référence au Kōryū-ji (広隆寺), auquel la rue menait. Ce temple contenait une statue bouddhiste donnée par le prince Shōtoku (聖徳太子, Shōtoku Taishi).
Le nom Kyūnijō, qui signifie « vieux Nijō » a en fait été choisi symboliquement pour préserver le charme et l'importance du Nijō-dōri à l'ouest de la ville. 

## Histoire
À la construction du château de Nijō en 1603, le secteur à l'ouest du château a complètement changé. Le Nijō-dōri, qui était le cœur de la ville impériale, a alors été coupé et c'est vers ce moment qu'est apparu le Kyūnijō-dōri, même si son tracé est plus de 200 mètres au nord de l'ancien Nijō-dōri, qui correspond à l'actuel Kamioshikōji-dōri. 
Même si la rue ne figure pas dans la comptine des rues de Kyoto, ni dans le dictionnaire des rues de Katsuhisa Moriya (ja), il y longtemps eu une rue du nom de Kyūnijō dans la ville. En 1928, la ville de Kyoto renomme la rue en Taishi-michi (太子道, littéralement « rue du Prince »), et le nom de Kyūnijō disparait. Des travaux de voirie ont plus tard permis l'élargissement de la rue juste en dessous, et elle est devenue le Shintaishi-michi (新太子道, littéralement « nouvelle rue du Prince »), permettait au Kyūnijō-dōri de reprendre son nom. Le Shintaishi-michi est aujourd'hui le Shinnijō-dōri. Même si le Taishi-michi n'existe plus, certains associent encore la portion du Kyūnijō-dōri après Nishiōji au Taishi-michi. 

## Patrimoine et lieux d'intérêt
On retrouve la rue commerçante Suzaku-Nijō (朱雀二条商店街) dans la partie est de la rue. Juste après Senbon on peut trouver plusieurs confiseries, comme Hotei Mochi Kaho (布袋餅菓舗), avec ses deux saveurs uniques, le « Konome Jōyō Manjū » (木の芽上用) et le « Shibazuke Daifuku » (しば漬大福), Narumi Mochi Kyoto Kyūinjō (京都旧二條鳴海餅), dont une boutique existe aussi dans le centre-ville, Takuma (たくま), spécialisé dans les dagashi (en) (駄菓子), bonbons bon marché japonais, ou encore Amenbo-dō (あめんぼ堂), spécialisé dans les karintō (花林糖). 
Au coin avec Shichihonmatsu se trouvent les ruines du Buraku-in (ja) (豊楽院), une des annexes du palais Heian, lieu d'office de banquets impériaux. Près d'Onmae se trouve l'école primaire Suzaku Dairoku (ja) (京都市立朱雀第六小学校), où on trouvait aussi les ruines du ministère des Cérémonies (治部省). 
Au coin avec Sainishi se trouve l'école primaire Suzaku Daihachi (ja) (京都市立朱雀第八小学校), fondée en 1937, et le puits Tsuboi Jizōson (古蹟壷井地蔵尊), qui aurait des propriétés guérisseuses. Les prisonniers qui allaient être exécutés au site de Nishidote (西土手刑場), au nord de Nishiōji-Kyūnijō, buvaient cette eau juste avant leur exécution. Un peu plus loin se trouve une pierre de marquage signalant la présence de l'ancien temple Tsuboi Jizō-dō (壷井地蔵堂), déplacé pour la construction d'une école secondaire. Au coin avec Badai se trouve la porte principale et la faculté d'Études bouddhiques de  l'université Hanazono (en) (花園大学). 
Quelques commerces se trouvent au coin avec Nishikōji, et on trouve une clinique de dermatologie au coin avec Kitsuji. Dans la partie orientée nord-sud se trouve le marchand de riz Deguchi (でぐち米穀店), ouvert depuis 1954. Après Kadonoōji, on peut trouver la route Nenbutsuji, qui mène au temple bouddhiste Yasui Nenbutsu-ji (安井念仏寺). Au carrefour avec Tenjingawa se trouve un magasin spécialisé dans le yakiniku, viande pour la cuisine sur plaque chauffante, ainsi que DaiNipponPrinting (大日本印刷京都工場), imprimerie ouverte depuis 1876. Entre Tenjingawa et Sanjō se trouve le sanctuaire shinto Konoshima Nimasu Amateru Mitama-jinja (ja) (木嶋坐天照御魂神社), qui renferme cinq dieux et est connu pour avoir un mihashira torii, un portail à trois piliers. Au croisement avec Sanjō se trouve le Kōryū-ji.

Quelques lieux d'intérêts
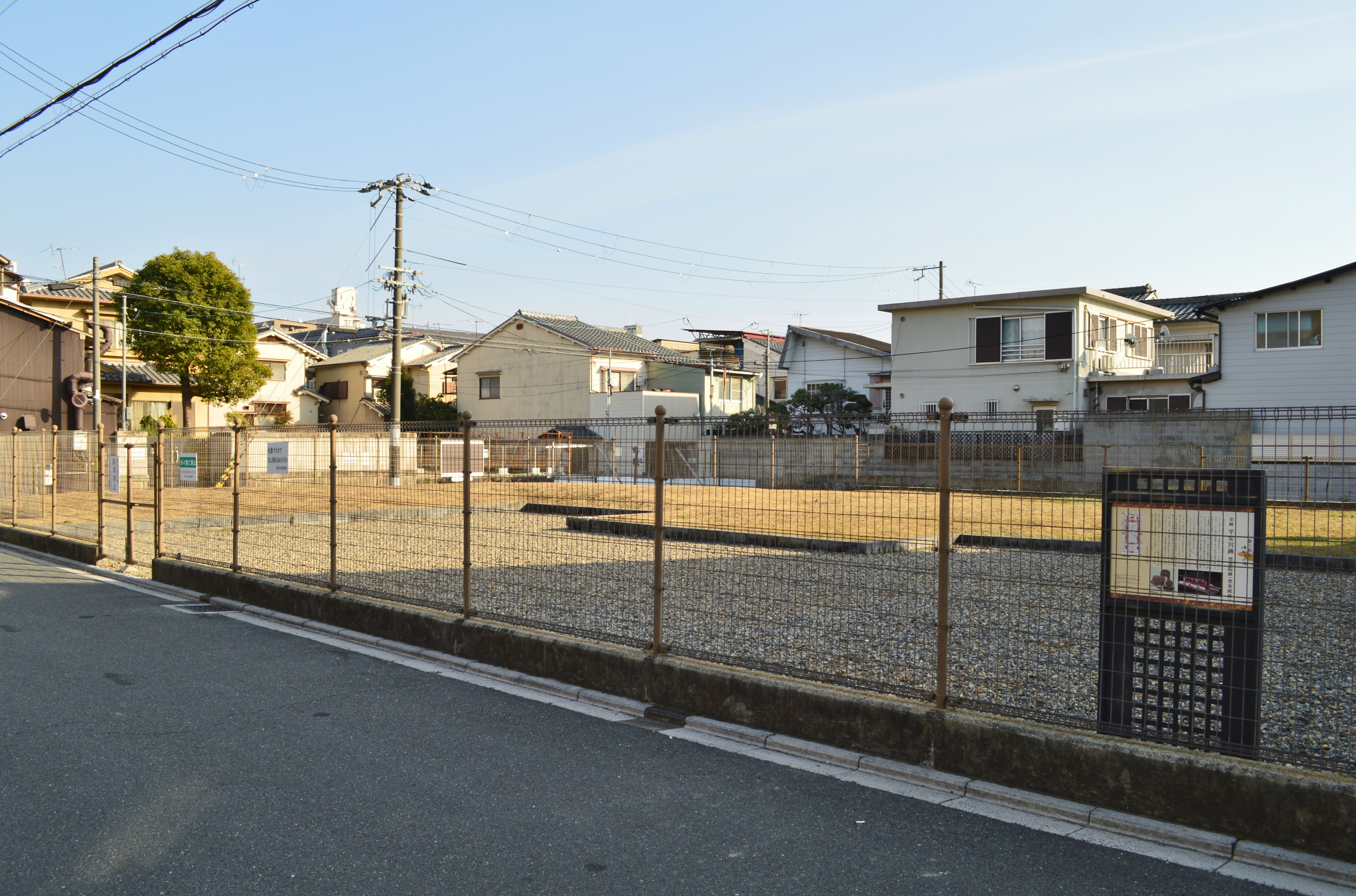
Site du Buraku-in.
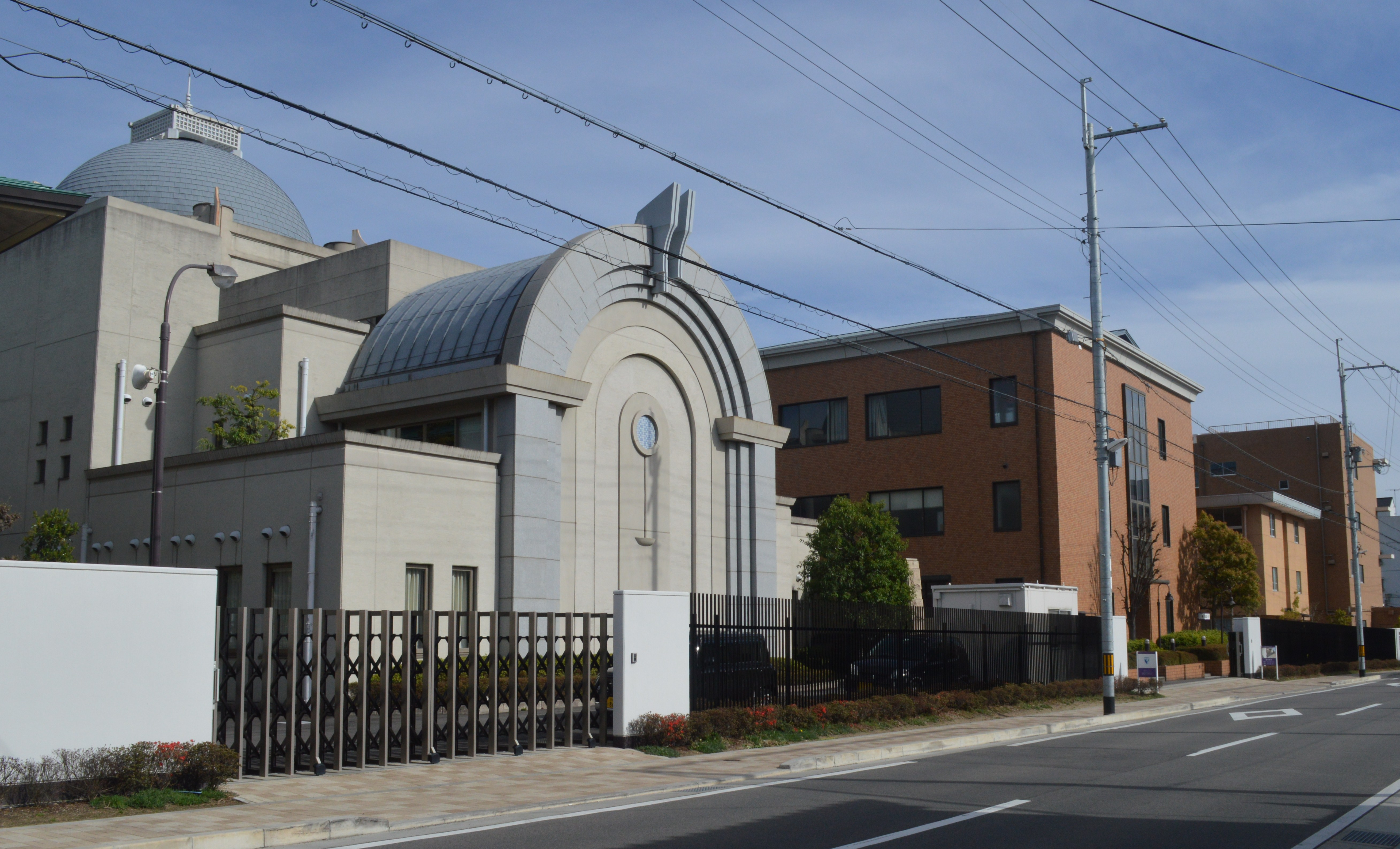
Bâtiments principaux de l'université Hanazono.
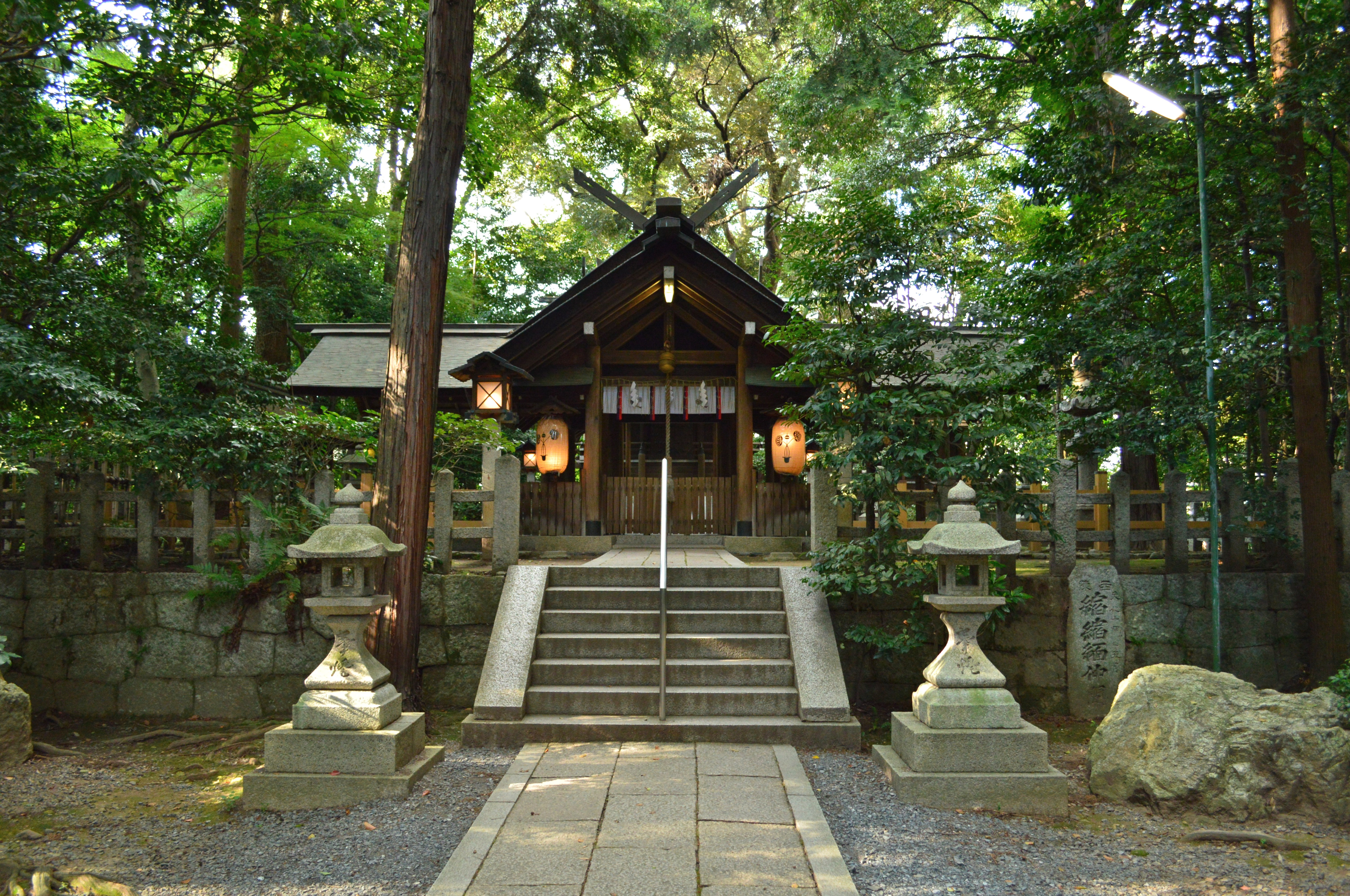
Sanctuaire Konoshima.
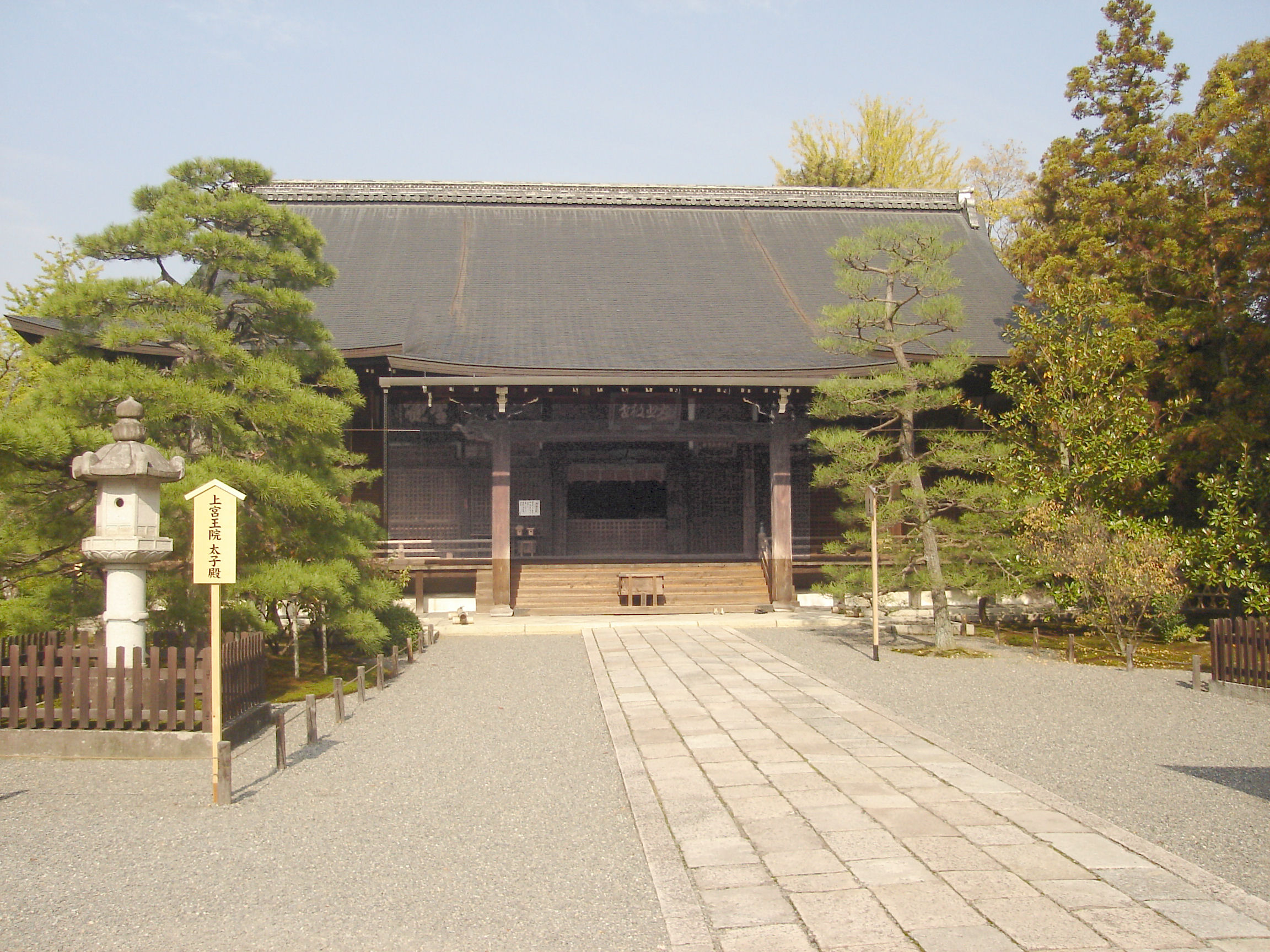
Salle du Prince (太子殿, Taishi-den) dans le Kōryū-ji.